# Buhuşi
Buhuși (udtale: buˈhuʃʲ; ungarsk: Buhus; jiddisch: באהוש) er en by i distriktet Bacău  i Rumænien med 14.152 (2021) indbyggere. Den blev første gang nævnt i det 15. århundrede, da den hed "Bodești" og var en ejendom tilhørende en vigtig bojarfamilie ved navn "Buhuș".
Byen havde den største tekstilfabrik i det sydøstlige Europa. Men fabrikken har reduceret sin kapacitet drastisk efter 1989 og beskæftiger i dag mindre end 200 ansatte.
Runc-klosteret (bygget i 1457), der ligger nær Buhuși, er et af de berømte klostre, der blev bygget af Stefan den Store af Moldavien i Moldavien under de Osmanniske krige i det 15. århundrede.
Buhuși har fem grundskoler og et gymnasium  og  Ion Borcea Tekniske Skole. Byen administrerer to landsbyer, Marginea og Runcu.